# Robert Dvorak
Robert Dvorak (* 7. Oktober 1906 in Bochum; † 1991) war ein deutscher Journalist, Korrespondent und Redakteur sowie Legationsrat im Auswärtigen Amt.

## Leben und Tätigkeit
Ab 1932 war Robert Dvorak als Journalist bei der Gelsenkirchener Zeitung tätig, außerdem publizierte er auch in der Frankfurter, der Reich- und der Kölner Zeitung. 1934 ging er als Werbetexter zur Firma Bayer in Leverkusen. 1933 promovierte er an der Philosophischen Fakultät der Universität Münster zum Dr. phil. Das Thema seiner Dissertation lautete Das Ethische und das Ästhetische bei Romain Rolland.
Während des Zweiten Weltkriegs war er als Dolmetscher beim Oberkommando der Wehrmacht in Berlin eingesetzt. Nach Ende des Zweiten Weltkrieges arbeitete Robert Dvorak von 1946 bis 1950 als Korrespondent für Die Welt.
Nach der Gründung der Bundesrepublik Deutschland wurde er 1951 Pressereferent an der Botschaft der Bundesrepublik in Brüssel. Danach war er von 1955 bis 1956 als stellvertretender Leiter des Bundespresseamtes tätig. Im Anschluss ging er erneut ins Ausland und war für die Bundesrepublik zunächst in Den Haag und ab 1961 mit Unterbrechung in Genua tätig. Er war Vortragender Legationsrat I. Klasse und Leiter des Referats Wissenschaft, Hochschulen, Jugendfragen und Sport im Auswärtigen Amt. Mit Erreichen des Rentenalters schied er 1971 aus dem Auswärtigen Dienst aus und setzte sich zur Ruhe. Aufgrund seiner Zeit in Italien verfasste er 1974 das Werk Der schiefe Turm. Italien und die Italiener, das bis 1982 in vier Auflagen erschien.

## Schriften (Auswahl)
- Das Ethische und das Ästhetische bei Romain Rolland. Bottrop i. W. 1933.
- Die Leiden des Michelangelo. Vier Essays. Claassen & Goverts, Hamburg 1947.
- Die Weisheit der Ruinen. Essay. 1947.
- Technik, Macht und Tod. Claassen & Goverts, Hamburg 1948.
- Der schiefe Turm. Italien und die Italiener. Seewald, Stuttgart 1974.